# Зёрнова, Милица Владимировна
Милица Владимировна Зёрнова (урождённая Лаврова; 17 августа 1899, Тифлис — 3 февраля 1994, Оксфорд) — доктор медицины, врач-стоматолог, религиозный деятель, иконописец, супруга философа и богослова Н. М. Зёрнова.

## Биография
Родилась 17 августа 1899 года в Тифлисе в семье Владимира Андреевича Лаврова (1867—1936) и Александры Никаноровны Никольской (1872—1957). Оба её деда были священниками. Отец также закончил Петербургскую Духовную академию, но предпочёл не принимать сана, а стать учителем сначала в семинарии в Гори, а позднее в Тифлисе. В 1917 году окончила гимназию В. А. Левандовского в Тифлисе и поступила в Московский государственный университет.
С 1920 года в эмиграции. Жила в Югославии, затем в Париже. Была среди организаторов христианского студенческого кружка в Париже. Впервые встретилась с Николаем Зёрновым на первом съезде РСХД в Прешове (Чехословакия) в 1923 году. 1 (14) октября 1927 году они обвенчались в церкви Православного богословского института преп. Сергия.
С 1925 по 1932 годы являлась секретарём Русского студенческого христианского движения (РСХД). Первая староста и активная прихожанка церкви Введения во храм Пресвятой Богородицы (церкви РСХД) в Париже. Окончила медицинский факультет Парижского университета. В 1932 защитила докторскую диссертацию на тему «Лечение пиареи ультрафиолетовыми лучами».
В 1935 году вместе с мужем переехала в Великобританию. В 1938 году окончила зубоврачебный факультет Лондонского университета. Позднее она практиковала как консультант в области зубной хирургии в нескольких лондонских больницах. В 1945-46 годах в Париже на собраниях Англо-русского Содружества Святого Албания и Святого Сергия выступала с докладами от лондонской группы Содружества. В 1953-54 годах находилась в Индии вместе с мужем, который в качестве приглашенного директора руководил колледжем Сирийской Малабарской православной церкви.

Это был замечательно дружный и счастливый брак. Конечно, в первые годы внешние условия были нелегкими. Финансовая стабильность или была очень мала, или отсутствовала; они бывали разлучены на длительное время, когда Николай совершал лекционные поездки, посещал конференции или стажировался в Оксфорде. Однако Милица полностью разделяла с ним все его надежды и идеалы, сначала в отношении РСХД, а затем — нашего Содружества. Она была первой управляющей Дома св. Василия в Лондоне; когда же в Оксфорде открылся Дом св. Григория и св. Макрины, то на ней лежала большая часть практических забот по его поддержанию. Её полная любви поддержка была бесценной для Николая. Они очень сожалели о том, что у них нет детей. 

Для Николая и Милицы Дом всегда был чем-то гораздо большим, чем просто общежитие. Для них он был общиной, семьей, где молодые юноши и девушки разных национальностей, принадлежащие к различным церквам и вероисповеданиям или вообще неверующие, могли учиться понимать и уважать друг друга, участвуя в общей жизни. Будучи одним из тех, кто жил в этом Доме сразу после его основания (1960—1963), я могу лично засвидетельствовать силу общинного духа, который там доминировал. Для многих из нас месяцы и годы, проведенные в Доме, оказались весьма значимым периодом в жизни — почти «золотым веком», и прежде всего другого благодаря непосредственному участию, которое Николай и Милица принимали в каждом из нас. 

Несколько слов из статьи «Таинство смерти», написанной много раньше Милицей Зерновой, очень точно выражают ту атмосферу, которая установилась в их доме после смерти Николая: «Когда человек испускает дух, тело не остается в одиночестве. Над ним… время от времени служат панихиды, а семья и друзья… бодрствуют всю ночь, читая Псалтирь. Дом остается открытым, и все, кто знал покойного, приходят проститься. Вокруг тела таинственным образом царит мир. Атмосфера, установившаяся в доме, напоминает атмосферу храма.»

Заведующая домом Святого Василия (Лондон), домом Святого Григория и Святой Марины (Оксфорд).